# Мироходцы
«Мирохо́дцы» — серия российских комиксов в жанре фэнтези, выпускавшаяся издательством Bubble Comics с 2017 года по 2018 год. Является продолжением комикса «Инок», которое вышло в рамках инициативы издательства Bubble «Второе дыхание», и повествует о команде героев, которые путешествуют между мирами в Многомирье и защищают их от нашествия Пантеона — организации, состоящей из богов. Сценаристами выступали в основном Евгений Федотов и Роман Котков, а основным художником был Мадибек Мусабеков. Сюжет «Мироходцев» пересекается с другими сериями Bubble («Игорь Гром», «Союзники», «Бесобой») в арке-кроссовере «Охота на ведьм», а после завершения комикса о дальнейшей судьбе персонажей повествует другой кроссовер, «Крестовый поход».
В целом критики оценили «Мироходцев» с позитивом: хорошо были оценены развитие сюжета и смена концепции «Инока», химия между персонажами, масштабные и красивые битвы, а также мифология в комиксе. Отдельно было отмечено, что комикс не требует от читателя обязательного знакомства с «Иноком» для понимания истории.

## Сюжет
Сюжет начинается после событий «Инока». В первой сюжетной арке «Кровь богов» показано как Андрей Радов, его жена Ксюша и Серый Волк борются против богов. Кощей дал Андрею новый меч, рапиру под названием Яра, самое смертоносное оружие в мире, которое обладает своей волей, наказав ему использовать её только в самом крайнем случае. В первой сюжетной арке показано, как над одним человеком проводил опыты бог Марс, переливая ему кровь богов и сделав из него тем самым полубога-Минотавра. Во время схватки с чудовищем Яра постоянно просит Андрея ей воспользоваться, и тот убивает Минотавра с её помощью несмотря на то, что тот лишь хотел снова стать обычным человеком и вернуться к своей семье.
Герои узнают о том, что кто-то пытается создать «Пантеон» — объединение богов, целью которой является уничтожение Эдема и завоевание Земли для пробуждения Спящего — космической сущности и источника всей магической и божественной силы. Когда было создано Многомирье, предполагалось, что боги будут разделены и станут представлять меньшую угрозу, однако тот, кто стоит за созданием Пантеона, хочет это изменить. Пробуждение Спящего приведёт к апокалипсису, для отвлечения богов и был создан мир Эдем — фальшивая Земля, где правит страж Земли Кощей. Чтобы их победить, Андрей, Ксюша и Волк идут по следам тех, кто создал Минотавра. Они прибывают в мир, который терроризирует местная графиня Диана де Маридор, обращённая богом Марсом в Медузу Горгону, которая превращает местных жителей в камень одним взглядом. Ксюше удаётся её расколдовать с помощью поцелуя. Расколдованная Диана рассказывает, что Марс её заколдовал в наказание за отказ в помощи по воскрешению бога смерти Танатоса, которому она ранее прислуживала. Диана присоединяется к тройке героев (сюжет «Каменный взгляд»).
Диана поясняет, что, хотя на Земле люди перестали поклоняться богам, в Многомирье у них осталось немало последователей, которые ушли вслед за ними с Земли. Боги обитают в сборище миров, которые называют Ожерельем, и там есть шанс встретить персонажей сказок и легенд с Земли в реальности. Во время поездки в поезде на Волка нападает девушка по имени Луна, которую удаётся оглушить. В прошлом Волк, когда отнял силу у Короля-волка, дал слово, что не навредит его дочери Луне. Луна похищает Волка в свой родной мир Минамикадзе, чтобы свергнуть мага Марабеля, местного тирана. Марабель захватил немало миров и устраивает турниры по гладиаторским боям между их жителями. В ходе истории раскрывается прошлое Волка: чтобы задеть Короля-волка, он подкидывал ему похищенных младенцев, которых тот разрывал; к Луне, одной из таких подкинутых, Король-волк, однако, привязался; Волк убил Короля-волка, воспользовавшись этой привязанностью. Обманом Волк возрождает Короля-Волка, который убивает Марабеля, но при этом обрекает много миров на вторжение богов, которым противостоял Марабель. Луна также примыкает к отряду (сюжет «Луна»).
Тем временем Андрей, Ксюша и Диана обнаруживают, что Волк похищен. К ним приходит Магистр, недовольный тем, что своими действиями Волк обрушил защиту Земли, которую он считает своей сферой интересов. Марабель был подручным Магистра, и он держал миры в рабстве, чтобы собирать армию для защиты Земли от Пантеона. Магистр обращается к Василисе, чтобы взять в подчинение команду Мироходцев, каждому из которых надевает взрывоопасный ошейник. Диана уговаривает Магистра дать ей возглавить отряд мироходцев, чтобы добраться до могилы Танатоса (сюжет «Притяжение полюсов»). Могила Танатоса расположена на дне моря, над которым висит летающий остров с жителями. Марс и его подручная богиня Кето собираются принести всех жителей в жертву, чтобы воскресить Танатоса. Во время битвы с войсками Марса погибает много людей, что помогает воскресить Танатоса. Спасти положение помогает Магистр, пришедший на помощь. Андрей вступает в поединок с Марсом, и с помощью Яры его убивает, но теряет руку (сюжет «Лицом к лицу»).
Магистр вместе с мироходцами относят тяжело раненого Андрея к безумному ангелу Азазелю, которого Магистр просит излечить Андрея. Азазель делает ему протез из Яры. На Земле оружейный магнат Август ван дер Хольт открыл охоту на «оперённых» — людей, обладающих магическими силами, и Магистр заручается поддержкой Волка, чтобы дать ему отпор. В конце концов Магистр добирается до Хольта, но тот, воспользовавшись силой своей сестры Мико, блокирует его способности и избивает его до полусмерти в отместку за фиаско с Кутхом в событиях «Времени Ворона». Магистра спасает его подручный Булат Гаджиев, затем убивает его по его же просьбе и берёт его чётки, провозгласив себя новым Магистром (кроссовер «Охота на ведьм»).
Когда в Андрея вживили Яру, та стала сильнее влиять на его разум и внушать ему жажду убийства всех, кто как-либо связан с магией, хотя Андрей и сопротивляется. Продолжая борьбу с богами, герои выясняют, что Пантеон создавался по определённым принципам — эта организация, которую возглавляет богиня Кали, состоит исключительно из богов смерти. Чтобы стать сильнее, они не щадят ни простых смертных, ни даже других богов вроде Марса или Кето, и используют их в своих целях лишь чтобы потом убить. Андрей находит Пантеон в мире республики Громовница, жители которой пытаются сопротивляться, и где боги смерти строят себе капище. Несмотря на победу, героев ждёт неприятное известие — свои основные силы Пантеон бросил на Эдем (сюжет «Псы войны»).
Причиной для вторжения богов стало отсутствие у Кощея его рапиры, которая помогала ему с лёгкостью убивать богов. Кощей и Василиса вступают с ними в битву, но терпят поражение. На подмогу прибывают мироходцы. Волк, договорившись с неизвестным в плаще с капюшоном, убегает с поля боя, похитив Василису, а Ксюша сражается с Кали. Кали удивлена её силой и приходит к выводу, что она богиня жизни, которая может противостоять богам смерти. Хотя Ксюше и удаётся одолеть Кали, та кончает с собой и вселяется в неё. Появляется незнакомец в плаще, который оказывается Магистром и убивает Ксюшу по её же просьбе, чтобы покончить с Кали. Смерть Ксюши происходит на глазах у Андрея (сюжет «Битва за Эдем»).

### Основные персонажи
- Андрей Радов — главный герой серии. После событий «Инока» остался без фамильного креста и сверхсил, но имеет два меча — один некогда принадлежавший его деду, другой носит имя «Яра», обладает собственной волей и способен наносить огромные разрушения, то и дело прося Андрея им воспользоваться и отравляя ему разум. Носит с собой плеер и часто слушает русский рок[2].
- Ксения Радова — жена Андрея. Ранее погибла, но, когда Андрей вызволил её из мира мёртвых, была воскрешена в качестве бессмертной дриады, которая способна повелевать силами природы[16][2].
- Серый Волк — мироходец, авантюрист и пройдоха, жаден и самовлюблён. Способен превращаться в огромного волка. Владеет скатертью-самобранкой и прочими артефактами.
- Диана де Маридор — колдунья, бывшая прислужницей бога смерти Танатоса. В своё время заточила его, чтобы уничтожить смерть как явление, хотя это ей не удалось. Впоследствии примыкает к Радову и его команде. Способна черпать магическую силу из истекающей крови. В ходе сюжета её лицо изуродовано Танатосом, поэтому начинает носить маску, которую ей сделала Ксюша.
- Луна — принцесса мира Минамикадзе, дочь Короля-волка, у которого Серый Волк некогда похитил силу. Бойкая и язвительная, но в глубине души чуткая.
- Кощей Бессмертный — страж Земли, правитель Эдема, один из самых могущественных воинов Многомирья. Под его началом команда мироходцев противостоит богам. На его теле есть знак, который приманивает богов в Эдем.
- Василиса Премудрая — супруга Кощея, которая живёт с ним в Эдеме и вместе с ним организовала отряд мироходцев.
- Кали — богиня смерти, основательница Пантеона, куда входят боги смерти из разных миров. Возлюбленная бога войны Марса. Презирает смертных.
- Магистр — чернокнижник, ранее противостоявший Андрею[17]. Искусный хитрец и манипулятор. Хочет заполучить власть над Землёй и считает её сферой своих интересов, поэтому вынужден противостоять богам, чтобы не уступить её им. Также известен как Агасфер.

## История создания

### Авторский состав и разработка
На самом деле, преданные читатели даже не «Мироходцев», а «Инока», скорее не любят то, что сейчас с серией происходит — так бывает, ничего страшного. Но фишка вот в чем — если бы старый концепт «Инока», даже финальных выпусков, работал бы идеально, то мы бы не перезагружали его и не превращали бы в «Мироходцев».
Как всегда всё скатывается в принципы «нравится людям — не нравится людям» и «покупают — не покупают». Насчёт «Мироходцев» мы так до конца и не поняли, зашли они аудитории или нет, но этот сюжет, который в итоге стал «Крестовым походом», был придуман, наверное, с первого выпуска «Мироходцев», когда мы еще работали с Женей Федотовым над ними, обсуждали идеи и возможные повороты истории.
В декабре 2016 года издательство Bubble Comics завершило четыре первых линейки комиксов: «Майор Гром», «Бесобой», «Инок» и «Красная Фурия». В ходе инициативы, названной «Второе дыхание», каждая из этих серий получила мягкий перезапуск. Это было сделано как с целью привлечения новой аудитории, так и развития и изменения линеек. Таким образом, вместо «Инока» стали выходить «Мироходцы». Ведущим сценаристом «Мироходцев» стал главный редактор издательства Bubble Роман Котков в соавторстве с Евгением Федотовым. По словам Коткова, общий ход сюжета и финал, переходящий в «Крестовый поход», они вместе с Евгением Федотовым придумали ещё в самом начале работы над серией. Помимо этого, он отмечает, что превращение «Инока» в «Мироходцев» было неизбежно — старая идея попросту переставала работать. Некоторые выпуски писали Алексей Волков и Александр Кириллов.
Художниками выступили Анна Рудь, Юлия Журавлёва и художник из Казахстана Мадибек Мусабеков. Стиль Анны Рудь навеян комиксом «Ген-13», с которым она познакомилась ещё в детстве, а манеру постановки она позаимствовала у манги. Художественный стиль Мусабекова сформировался под влиянием творчества корейского художника Джея Ли (иллюстрировавшего серию комиксов «Тёмная Башня» по одноимённому роману Стивена Кинга), но впоследствии Мусабеков стал понимать, что следует вырабатывать свой собственный стиль. В поздних выпусках «Мироходцев» он стал больше внимания уделять деталям, а также изображать масштабные битвы, хотя поначалу это было непросто. Его первой работой для Bubble стал четвёртый выпуск «Мироходцев». В начале работы Котков спросил Мусабекова о том, сколько страниц в день художник способен осилить, и тот ответил, что по странице в день — это и было основным требованием к нему. Иногда Котков советовал Мусабекову не торопиться, более тщательно прорисовывать иллюстрации. Художник вспоминает, что с Котковым было удобно работать, поскольку он был одновременно и сценаристом, и главредом, то есть приходилось взаимодействовать только с одним человеком вместо двух.

### Дизайн персонажей
По сравнению с «Иноком» персонажи претерпели ощутимые изменения. Так, Андрей Радов достаточно сильно изменился внешне — хотя его образ сохранил ряд черт из приквела, художник Иван Елясов решил лишить его такого мужественного атрибута, как борода. Борода в своё время выделяла Инока среди прочих героев Bubble и добавляла персонажу маскулинности; лицо Андрея должно быть не менее маскулинным. Художник ориентировался на ряд реальных прототипов, в частности, актёра Скотта Иствуда. Манера Андрея носить за спиной два меча вдохновлена как образом японских самураев, так и ведьмака Геральта из Ривии из одноимённой серии игр.
Анна Рудь утверждает, что в образе Ксюши необходимо было подчеркнуть её женственность, притом оставляя костюм практичным и не злоупотребляя его детализированностью — в противном случае в процессе рисования многие детали будут теряться, поэтому вместо платья её изобразили в короткой тунике и лосинах. Ещё в самом начале содержится намёк на один из финальных сюжетных поворотов, в ходе которого выясняется, что Ксюша является богиней жизни; ей удаётся поднять молот Тора, и Волк с Андреем шутят, что она «достойна» его поднять, а на деле это означает, что у неё есть сила бога. Котков говорил, что лично для него «Мироходцы» — прежде всего серия о команде, душой которой была Ксюша, а на её взаимоотношениях с Волком и Андреем многое строится. Как только Волк предаёт своих друзей, а Ксюша погибает, команда фактически разваливается, и Андрей остаётся один. Своего рода антиподом Ксюши является образ Яры — полуголая, напоминающая индейцев майя, смотрящая бешеным взглядом.
Дизайн Дианы разработал Мусабеков — это был первый персонаж, которого он создал для комикса. Впоследствии, в седьмом выпуске, Анна Рудь немного его переделала, и Мусабекову пришлось продолжать её рисовать с учётом этих изменений. По задумке Мусабекова Диана должна была выглядеть как стереотипная графиня старины, но Рудь придала ей современных черт. Создавая дизайны персонажей, Мусабеков отсылал Коткову три-четыре варианта, а он выбирал тот, который ему больше понравился. Сложно было разрабатывать дизайн Танатоса — создатели не могли определиться с его образом, кем он будет — девушкой, животным, мужчиной. В конце концов Федотов сдался и разрешил Мусабекову делать, что он захочет, и тот решил сделать максимально неожиданный образ для бога смерти — капризного и инфантильного подростка.

### Издание
«Мироходцы» начали выходить 27 января 2017 года, одновременно с другими обновлёнными линейками «Второго дыхания» — «Игорем Громом», «Союзниками», «Бесобоем vol.2». Впоследствии выпуски выходили раз в месяц каждое 15 число. Пятнадцатый выпуск «Мироходцев» является частью сюжетной арки-кроссовера «Охота на ведьм». Всего «Мироходцы» насчитывают 21 выпуск. Сюжет продолжается и завершается в глобальном событии-кроссовере «Крестовый поход», который также затрагивает события «Союзников» и «Бесобоя vol.2». Помимо этого, был выпущен также новогодний спецвыпуск-кроссовер с «Бесобоем» — «Бесобой и Мироходцы. Новая жизнь». В нём Андрей Радов встречает Бесобоя в реально существовавшем английском пабе «Альбион», который находился на Манежной площади в Москве.
В сентябре 2017 года первые выпуски комикса опубликованы в виде сборника в твёрдом переплёте, включавшем в себя первые шесть номеров и дополнительные материалы: комментарии авторов, концепт-арты, зарисовки, неиспользованные обложки. Подобным же образом были опубликованы первые выпуски других линеек «Второго Дыхания» — ранее Bubble выпускала сборники в мягком переплёте. При этом сборники в мягком переплёте выходить не перестали, их издавали параллельно твёрдым. Тома в мягком переплёте включали в себя меньшее число номеров, а раздел дополнительных материалов был куда более ограничен, чем в случае с «твёрдыми» сборниками — в нём содержались только зарисовки обложек. После второго тома выпуск сборников в твёрдых обложках был прекращён, так как, по словам Романа Коткова, продажи такого варианта сборников были много ниже желаемых.

## Отзывы критиков
Как отмечает Денис Варков, рассматривая первый выпуск «Мироходцев» на момент начала «Второго дыхания», сюжет комикса будет понятен даже тем, кто незнаком с «Иноком» — всю необходимую информацию о героях читатель получает в процессе чтения. В обзоре на первые два тома комикса Лилия Морошкина с сайта GeekCity отметила, что «Мироходцы», как и «Инок», неординарно используют образы славянской мифологии, что особенно важно на фоне роста к ней интереса в мире (к примеру, успеха серии игр и романов «Ведьмак»). Морошкина выделяет живость персонажей, интересное их взаимодействие и взаимоотношения, проработанность новых героев — Дианы де Маридор и Луны. Спорным и недостаточно динамичным Морошкина назвала рисунок Анны Рудь и Мадибека Мусамбекова, впрочем, оговорившись, что кому-то он может даже понравиться. С другой стороны, она оценила иллюстрации Ивана Елясова. Geekster, напротив, утверждает, что по сравнению с «Иноком» славянской мифологии в «Мироходцах» практически не осталось: если заменить несколько имён, славянская мифология в комиксе с таким же успехом может быть и скандинавской, и греческой. По словам рецензента, в комиксах «большой двойки» (Marvel Comics и DC Comics) путешествия по параллельным мирам обыгрывались уже много раз, но в отечественной культуре такое происходит нечасто, а юмор в комиксе неплохой, хотя и не лучший.
Юрий Коломенский, рецензент ресурса SpiderMedia, рассказал, что после появления в «Иноке» Многомирья он потерял интерес к комиксу. Рассматривая же первый выпуск «Мироходцев», он отметил, что серия «не просто поменяла название, она поменяла свой жанр. Теперь это комедийный разухабистый боевик». Как фаната первой сюжетной арки «Инока» его это не устраивает, однако он согласен, что серия нуждалась в изменениях. Финальные главы «Мироходцев» высоко оценила SpiderMedia, похвалив художника Мадибека Мусабекова за улучшение качества рисунка, а также за красиво изображённые битвы. Подводит итог автор рецензии следующими словами: «Мироходцы» — «самая развлекательная линейка издательства. Действие не останавливается ни на минуту, все герои харизматичны, пафосных разговор и экшна — выше крыши». Помимо этого, похвал удостоился юмор, а также звучащие в каждом выпуске цитаты из песен в плеере Андрея Радова, которые он слушает. Для полноты ощущений Константин Буянов советовал слушать соответствующие песни в тот момент, когда они звучат в комиксе — они удачно подчёркивают происходящее в нём. В сюжетной арке про Луну Коломенский усмотрел отсылку на серию игр Mortal Kombat.

## Экранизация
19 сентября 2024 года на презентации стримингового сервиса «Кинопоиск» Bubble Studios и «Плюс Студия» объявили о создании сериала по «Мироходцам», первый сезон которого должен выйти в 2027 году.

### Коллекционные издания

#### Твёрдый переплёт
- Мироходцы — Книга 1: Кровь богов. — Bubble Comics, Сентябрь 2017. — Т. 1 (№ 1—6 + «Пешки») и доп. материалы. — 216 с. — (Мироходцы). — ISBN 978-5-9908710-3-8.
- Мироходцы — Книга 2: Притяжение полюсов. — Bubble Comics, Сентябрь 2018. — Т. 2 (№ 7—14) и доп. материалы. — 230 с. — (Мироходцы). — ISBN 978-5-9500622-0-9.

#### Мягкий переплёт
- Мироходцы — Том 1: Кровь богов. — Bubble Comics, Июнь 2018. — Т. 1 (№ 1—6 + «Пешки») и доп. материалы. — 184 с. — (Мироходцы). — ISBN 978-5-9500621-4-8.
- Мироходцы — Том 2: Луна. — Bubble Comics, Август 2018. — Т. 1 (№ 7—10) и доп. материалы. — 112 с. — (Мироходцы). — ISBN 978-5-9500622-5-4.
- Мироходцы — Том 3: Лицом к лицу. — Bubble Comics, Октябрь 2018. — Т. 1 (№ 11—14) и доп. материалы. — 122 с. — (Мироходцы). — ISBN 978-5-6041510-3-7.
- Охота на ведьм. — Bubble Comics, Октябрь 2018. — 206 с. — ISBN 978-5-6041511-0-5.
- Мироходцы — Том 4: Битва за Эдем. — Bubble Comics, Апрель 2019. — Т. 1 (№ 16—21) и доп. материалы. — 208 с. — (Мироходцы). — ISBN 978-5-6041511-5-0.